# Sheliak
Sheliak (aus arabisch الشلياق, DMG aš-šiliyāq), Bayer-Bezeichnung Beta Lyrae, ist ein etwa 900 Lichtjahre entferntes Sternsystem im Sternbild Leier.
Sheliak ist der Namensgeber der Beta-Lyrae-Sterne, einer Klasse von Bedeckungsveränderlichen, deren Komponenten so eng beieinander stehen, dass sie sich durch ihre gegenseitige Gravitation elliptisch verformen. Sheliak verändert seine scheinbare Helligkeit dadurch mit einer Periode von 12,9075 Tagen zwischen +3,4 mag und +4,6 mag.
Hauptminima können nach der folgenden Formel berechnet werden:
Hauptminimum = 2436793.48 + 12.93095*n + 0.00000386*n*n
wobei n eine beliebige natürliche Zahl ist. Das Ergebnis liegt als Julianisches Datum vor.
Beim Hauptstern handelt es sich um einen spektroskopischen Doppelstern; seine beiden Komponenten (Aa und Ab) stehen so dicht beieinander, dass sie mit gewöhnlichen optischen Teleskopen nicht aufgelöst werden können. Sie können jedoch spektroskopisch nachgewiesen werden: Beim gegenseitigen Umlauf der Sterne tritt ein Dopplereffekt auf, wodurch sich ihre Spektrallinien periodisch verschieben. Im Jahr 2008 gelang eine ortsaufgelöste Aufnahme mithilfe des CHARA-Interferometers.
Der Primärstern ist ein B6-B8II Riese mit einer Masse von 8 Sonnenmassen, der Masse an einen B0.5V Begleiter mit einer Massentransferrate von 10−5 Sonnenmassen pro Jahr verliert. Der Begleiter kann nicht direkt beobachtet werden, da er von einer Akkretionsscheibe verhüllt wird. Dennoch konnte seine Masse auf 12,5 Sonnenmassen geschätzt werden. Daneben ist als Folge der Akkretion ein Jet oder bipolarer Ausfluss durch Inferometrie nachgewiesen worden. Weiterhin verkürzt sich aufgrund des Massentransfers die Periode des Doppelsternsystem um 19 Sekunden pro Jahr.
Zu dem System gehören die zwei weiteren, visuellen Komponenten B und F. Die Komponente B befindet sich in einem Abstand von 45,7" bei einem Positionswinkel von 149°; er ist vom Spektraltyp B5, hat eine scheinbare Helligkeit von +7,1 mag und kann bereits im Prismenfernglas gesehen werden. Die Komponente F steht bei einem Positionswinkel von 19° in einer Winkeldistanz von 85,8" und hat eine scheinbare Helligkeit von 10,6 mag.

Drei weitere potentielle Komponenten (C, D und E) scheinen nicht physisch zu dem System zu gehören.